# فرودگاه ۱۰۰ مایل هاوس
فرودگاه ۱۰۰ مایل هاوس (به انگلیسی: 100 Mile House Airport) یک فرودگاه همگانی است که یک باند فرود آسفالت دارد و طول باند آن ۶۷۰ متر است. این فرودگاه در کشور کانادا قرار دارد و در ارتفاع ۹۳۱ متری از سطح دریا واقع شده‌است.